# Альтранштедтский мир
Альтранштедтский мирный договор 1706 года, Альтранште́дтский мир, Альтранштедтский мирный трактат — мирный договор, первоначально скрытый от русских, заключённый 13 (24) сентября 1706 года (14 сентября по шведскому календарю) шведским королём Карлом XII и саксонским курфюрстом Августом II, бывшим одновременно польским королём, в селе Альтранштедт (в составе города Маркранштедт, Саксония) в ходе Северной войны.
Договору о мире предшествовало завоевание шведским королём Карлом XII значительной части Польши. 1 ноября 1706 года мир между Саксонией и Швецией был объявлен, и вся тяжесть Северной войны обрушилась на Россию.

## Предыстория
В 1700 году началась Северная война. Швеция была атакована Северным Союзом из Саксонии, Дании и России. Расчёт правителей (Пëтр I, Фредерик IV, Август II, который также был королём Речи Посполитой) на удачное завершение войны отчасти обосновывается юным возрастом шведского короля. Но Карл XII сначала выбил Данию из войны (мир в Травендале), высадив при поддержке англо-голландского флота 10-тысячный десант у стен Копенгагена. После этого шведская армия, переправившись вместе с королём через Балтийское море, поспешила на выручку осаждённой русскими крепости Нарве, где в ноябре нанесла противнику сокрушительное поражение. После этого Карл обратил свой взор на Августа Сильного, курфюрста Саксонии и короля Речи Посполитой. В 1701 году саксонская армия потерпела поражение под Ригой. Карл 12 вторгся в Речь Посполитую, не способную без поддержки России и Саксонии выстоять перед таким отточенным механизмом, как шведская армия. Карл и его военачальники нанесли ряд поражений антишведской коалиции: при Клишове (1702 год), Пултуске (1703 год), Львове (1704 год), Варшаве (1705 год). При этом войну со Швецией Август II вёл как саксонский курфюрст, но не как король Речи Посполитой.
В 1704 году Карл XII захватил Варшаву и, используя раздоры среди шляхты, побудил Варшавскую конфедерацию объявить Августа II низложенным и избрать королём познанского воеводу Станислава Лещинского. Последний заключил союзный договор с Швецией, обеспечивший ей политическое и экономическое преобладание в Польше.
Часть польской шляхты осталась верной Августу II. Август II заключил Нарвский договор с русским царём Петром I, по которому получал помощь и в свою очередь дал право русской армии войти на территорию Польско-Литовской республики. Русская армия заняла Полоцк, сделав его своим опорным пунктом для операций в Курляндии (1705 год).
В кампании 1706 года Карл XII стремительным маршем из-под Варшавы блокировал русскую армию в Гродно, где она, понеся огромные потери, сумела избежать сражения и полного уничтожения, а генерал-фельдмаршал К. Г. Реншильд разгромил шедшую на выручку Гродно союзную саксонско-русскую армию при Фрауштадте.
Для закрепления достигнутых успехов Карл XII вторгся в Саксонию и ужасно её опустошил, и заставил Августа II отказаться от польской короны и от вмешательства в дела Польши.

## Условия договора
По договору, состоявшему из 21 статьи, Август II отрёкся от польской короны в пользу Станислава Лещинского, отказался от союза с Россией, обязался отозвать саксонцев с русской службы и выдать Карлу XII русского представителя лифляндца Паткуля, также как и всех остальных служивых русских, находившихся в Саксонии. Август II обещал сдать польские крепости Краков, Тыкоцин и другие со всей артиллерией и амуницией шведам и впустить в саксонские владения шведские войска, для их размещения в гарнизонах. Август II обязался также покровительствовать в Саксонии лютеранскому вероисповеданию. Шведский король со своей стороны обязался защищать Августа II от репрессий со стороны России и при заключении с последней мира — защищать интересы саксонского курфюрста.
Договор подписали от Саксонии Имхоф и Пфингтен, от Швеции — К. Пипер. По настоянию Карла XII Альтранштедтский мирный договор был также подписан представителями Польши и Великого княжества Литовского и Русского: Я. С. Яблоновским и К. Сапегой.

## Последствия договора
Заключив тайно от Петра I Альтранштедтский мир, Август II пытался в то же время тайно от Карла XII сохранить союз с Россией. 29 октября 1706 года, уже после ратификации Августом II самого договора, саксонские войска участвовали на стороне русских в битве под Калишем, закончившейся поражением шведских войск. Поведение Августа II побудило Карла XII опубликовать тайный Альтранштедтский договор и этим принудить Августа II к исполнению его условий под угрозой потери наследственных саксонских владений.
Альтранштедтский мирный договор, который современники считали капитуляцией, «не имеющей себе равных в истории», отдал во власть Карла XII всю Польшу и развязал ему руки для наступления на Россию. Однако после того как Карл XII потерпел поражение в Полтавской битве, Август, заявив, что был введён в заблуждение своими уполномоченными, что барон Имгоф и Пфингстен злоупотребили данными им полномочиями и обманули короля, сказав ему, что условия договора будут смягчены, объявил 8 августа 1709 года договор недействительным, возобновил союз с Россией (Торуньский союзный договор) и при помощи русских войск вернул себе польский престол.